# 布雷亞扎

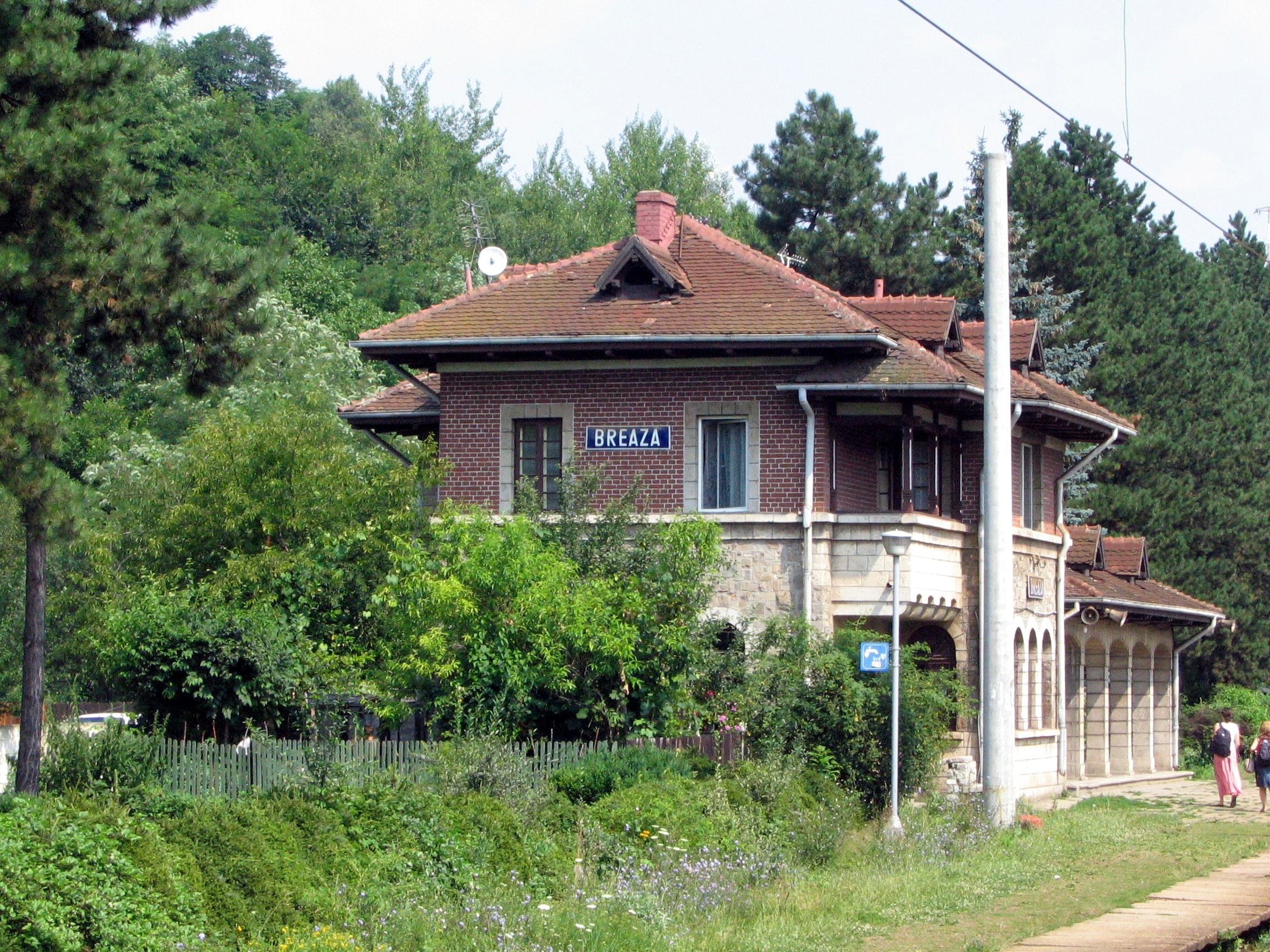

布雷亞扎是羅馬尼亞的城鎮，位於該國中部，距離首府普洛耶什蒂39公里，由普拉霍瓦縣負責管轄，面積50.69平方公里，海拔高度555米，2009年人口17,542，大多數居民信奉東正教。